# Maureen Abla Amematekpor
Maureen Abla Amematekpor (sinh năm 1954) là một nhà ngoại giao Ghana đã nghỉ hưu và là cựu Đại sứ Ghana tại Namibia và Botswana.

## Sự nghiệp
Amematekpor là giảng viên tại Ho Polytechnic từ năm 1979 đến năm 1992. Năm 1984, cô nhận được một bài kiểm tra từ Đại học Giáo dục Winneba. từ năm 1992 đến năm 2001. Cô đã có một Chủ tịch tại Ho Polytechnic. Năm 2003, Amematekpor có bằng quản lý kinh doanh; năm 2004, cô nhận bằng Thạc sĩ Quản trị Kinh doanh tại Đại học Maastricht.
Từ ngày 30 tháng 7 năm 2002 đến ngày 13 tháng 2 năm 2006, bà là Cao ủy Ghana tại Windhoek, Namibia, với Ủy ban Gaborone, Botswana. Từ ngày 13 tháng 2 năm 2006 đến năm 2009, cô là đại sứ tại Copenhagen, Đan Mạch, đồng thời được công nhận tại bốn quốc gia Bắc Âu của Thụy Điển, Na Uy, Phần Lan và Iceland.